# Zotye Z300
Der Zotye Z300 ist eine Limousine des chinesischen Automobilherstellers Zotye. Der Z300 debütierte im April 2012 auf der Beijing Auto Show, bereits einen Monat später kam er zu den Händlern. Im August 2014 erhielt die Limousine ein Facelift, im April 2017 wurde sie vom Zotye Z360 abgelöst.
Optisch ähnelt das Fahrzeug dem Toyota Allion. Zum Marktstart war nur ein 83 kW (113 PS) starker 1,5-Liter-Ottomotor von Mitsubishi verfügbar, seit Oktober 2013 ergänzt ein 90 kW (122 PS) starker, aufgeladener 1,6-Liter-Ottomotor – ebenfalls von Mitsubishi – mit Automatikgetriebe die Antriebspalette.

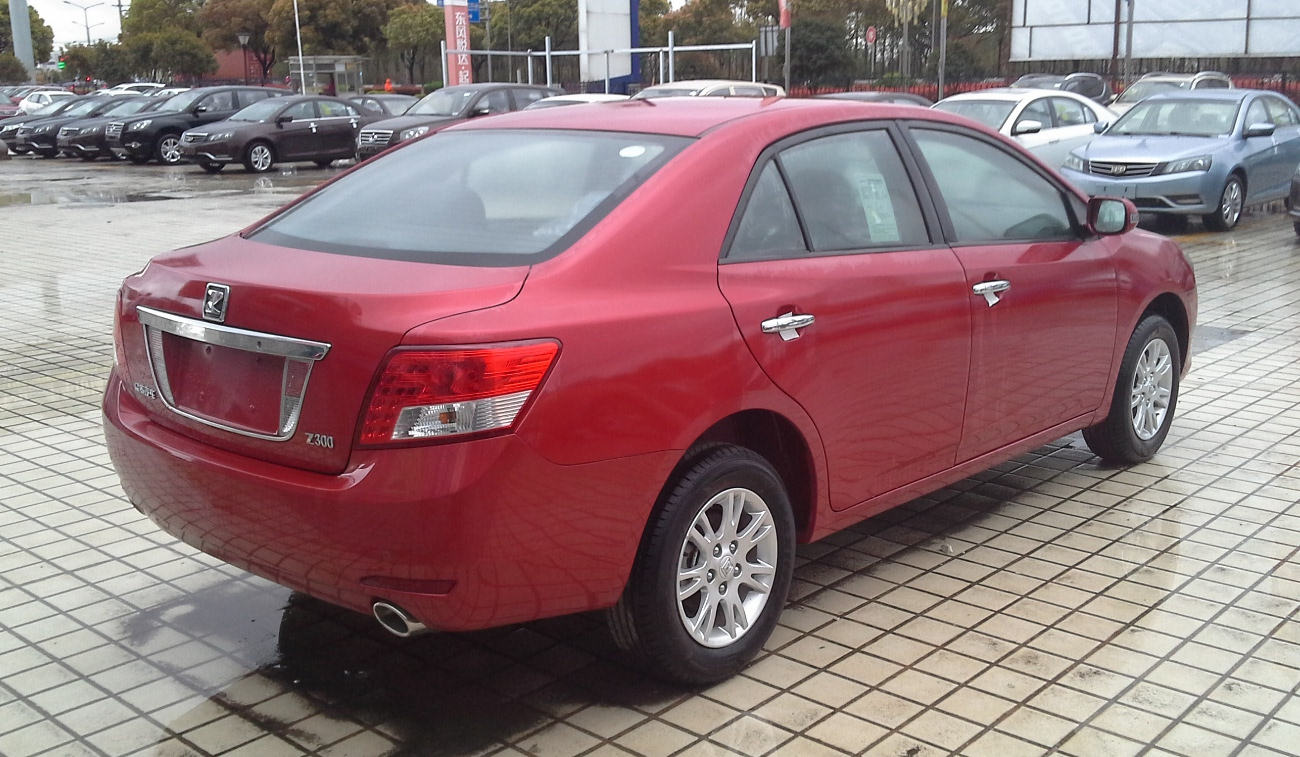
Heckansicht
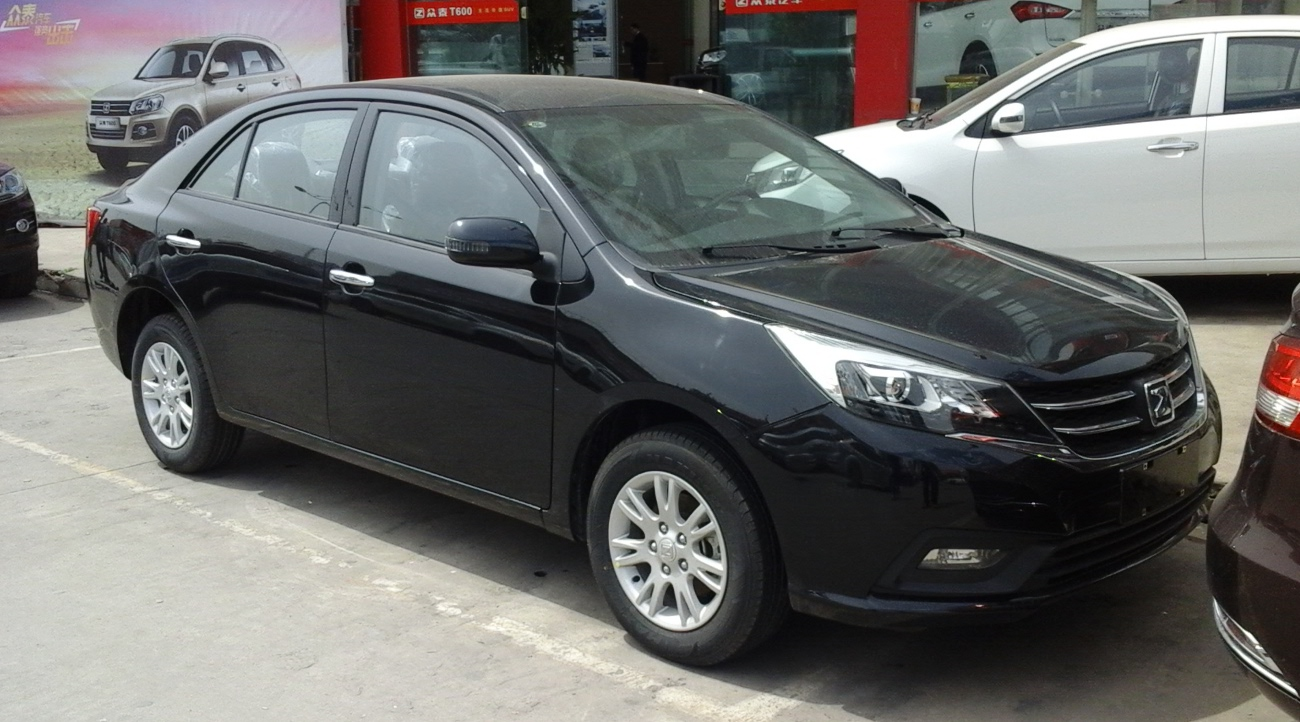
Zotye Z300 (2014–2017)
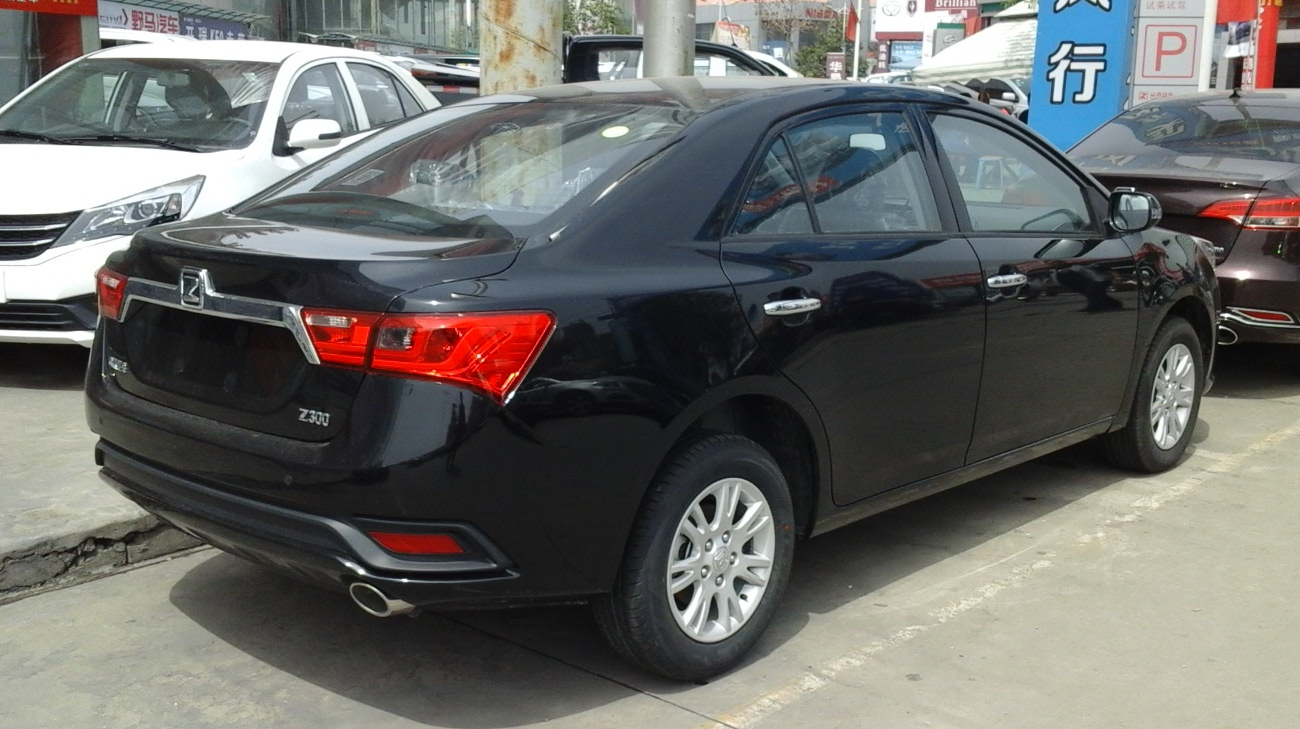
Heckansicht

## Technische Daten
|                                             | 1.5                           | 1.6T                          |
| Bauzeitraum                                 | 05/2012–04/2017               | 10/2013–04/2017               |
| Motorkenndaten                              |                               |                               |
| Motortyp                                    | Reihen-Vierzylinder-Ottomotor | Reihen-Vierzylinder-Ottomotor |
| Hubraum                                     | 1499 cm³                      | 1590 cm³                      |
| max. Leistung bei min−1                     | 83 kW (113 PS) / 6000         | 90 kW (122 PS) / 6000         |
| max. Drehmoment bei min−1                   | 141 Nm / 4000                 | 151 Nm / 4000                 |
| Kraftübertragung                            |                               |                               |
| Antrieb, serienmäßig                        | Vorderradantrieb              | Vorderradantrieb              |
| Getriebe, serienmäßig                       | 5-Gang-Schaltgetriebe         | 4-Gang-Automatikgetriebe      |
| Messwerte                                   |                               |                               |
| Höchstgeschwindigkeit                       | 172 km/h                      | 172 km/h                      |
| Beschleunigung, 0–100 km/h                  | 12,9 s                        |                               |
| Kraftstoffverbrauch auf 100 km (kombiniert) | 6,7 l Super                   | 6,7 l Super                   |
| Leergewicht                                 | 1321 kg                       | 1325 kg                       |
| Tankinhalt                                  | 55 l                          | 55 l                          |